# Julius Fučík (zeneszerző)
- Gladiátor induló
- Florentiner March

Nem tudod lejátszani a fájlt?
Julius Fučík (Julius Arnošt Vilém Fučík), (Prága, 1872. július 18. - Berlin, 1916. szeptember 25.), cseh zeneszerző és katonazenekari karmester, a világon legismertebb cirkuszi bevonulási induló, a Gladiátorok bevonulása (Vjezd gladiátorů) szerzője.
Dvořák tanítványa volt. Osztrák-magyar katonazenekar vezetőjeként mintegy 240 szórakoztató-zenei darabot írt. Zömük közismertté és kedveltté vált.

## Élete és munkássága
Fučík életének jó részét katonai rézfúvós-zenekarok karmestereként töltötte el. Nagyon termékeny zeneszerző volt, több mint 400 induló, polka és keringő köthető a nevéhez. Mivel műveinek többsége katonai rézfúvós zenekarokra íródott, néha a cseh Sousának is nevezik.
A zenéjét a mai napig hazafias zeneként játsszák a Cseh Köztársaságban. Nemzetközileg azonban az Opus 68-as indulójával vált ismertté, ami a Gladiátorok bevonulása címet viseli - nemzetközileg „Dörgés és villámlás” címen vált ismertté -, a cirkuszi bohócok egyik kedvenc bevonulózenéje.
A Florentiner induló a másik híres műve, bár kevesebbet szokták játszani a Gladiátorok bevonulásához képest, mégis rendszeresen előadják és felvételre kerül fúvószenekarok által.
Fučík Prágában született, 1872. július 18-án. Ekkoriban Prága az Osztrák-Magyar Monarchia része volt. Diákként fagottozni tanult Ludwig Mildénél, Antonin Bennewitznél pedig hegedülni, majd ütőshangszereken játszani, és később komponálni Antonin Dvoráknál.
1891-ben belépett a 49. osztrák-magyar ezredbe mint katonazenész. Először a Duna melletti Kremsben játszott Josef Wagner irányítása alatt. 1894-ben Fučík kilépett a hadseregből, és mint másodfagottos helyezkedett el a prágai Német Színházban. Egy évvel később a Danica kórus karmestere lett a horvátországi Sisakban. Ez idő alatt számos kamarazenei darabot írt, főleg klarinétra és fagottra.
1897-ben újra belépett a hadseregbe, mégpedig a 86. gyalogos ezredbe, amely Szarajevóban állomásozott. Röviddel ezután írta meg híres darabját, a Gladiátorok Bevonulását. Az ókori Róma iránti érdeklődése ihlette az induló címét. 1910-ben a kanadai zeneszerző, Louis-Phillipe Laurendeau áthangszerelte egy kisebb zenekarra Dörgés és Villámlás címmel. Ez a verzió az, ami híressé vált, mint a cirkuszi bohócok bevonulása.
1900-ban Fučík zenekarát Budapestre helyezték, ahol Fučíkot 8 katonazenekar várta, hogy a műveit játszhassák. Mivel több zenész állt rendelkezésére, Fučík elkezdett kísérletezni zenekari átiratokkal is.
1910-ben Fučík újra költözött, visszatért Csehországba, ahol a 92. gyalogezred karmestere lett Theresienstadtban. Ekkoriban ez volt az Osztrák-Magyar Monarchia egyik legjobb zenekara. Fučík velük turnézott, koncertezett Prágában, Berlinben több mint 10000 ember előtt.
1913-ban Fučík Berlinben telepedett le, ahol saját zenekart szervezett, a Prager Tonkünstler-Orchestert, és egy zeneműkiadót is elindított, a Tempo Verlagot, hogy terjessze/népszerűsítse darabjait. Az I. világháború őt is elszegényítette, az üzlete tönkrement, egészsége meggyengült. 1916. szeptember 25-én 44 évesen Berlinben halt meg. Prágában temették el a Vinohrady temetőben.
Fučík unokaöccse Julius Fučík neves újságíró volt, akit 1943-ban kivégzett a Gestapo.

## Indulók
- Vjezd gladiátorů (Einzug der Gladiatoren) op. 68 (1899)
- Florentinský pochod (Florentiner Marsch, původně La rosa di Toscana) op. 214 (1907)
- Attila (Marche Hongroise Triomphale) op. 211 (1907)
- Bosanska zora (původně Feuchte Ecke) op. 55 (1905)
- Boží bojovníci (Gotteskämpfer) op. 251 (1911)
- Danubia op. 229 (původně Laban op. 44) (1899)
- Děti pluku (Die Regimentskinder) op. 169 (1905)
- Drachsel op. 112 (1902)
- Fantastický pochod (Marche fantastique) op. 106 (1902)
- Gigantic op. 311 (1915)
- Hercegovac op. 235 (1910)
- Hortstein op. 30 (1897)
- Kinizsi op. 80 (1900)
- smuteční pochod Pax vobis op. 281 (1915)
- Pod admirálskou vlajkou (Admiralsflagge) op. 82 (1901)
- Rázně vpřed (Schneidig vor!) op. 79 (1906)
- Řeka Mississippi (The Mississippi River) op. 161 (1905)
- Salve Imperator op. 224 (1908)
- Sarajevo op. 66 (1899)
- Stále vpřed (Sempre avanti) op. 149 (1904)
- sokolský pochod Stráž Slovanstva op. 258 (1907)
- Strýček Teddy (Onkel Tom) op. 239 (1910)
- Triglav op. 72 (1903)
- Veselí venkovští kováři (Die lustigen Dorfschmiede) op. 218 (1908)
- Vítězný meč (Das Siegesschwert) op. 260 (1913)
- Vzpomínka na Trident (původně Treu Tirol) op. 287 (1915)